# Miguel Oblitas Bustamante
Miguel Pedro Oblitas Bustamante (Nazca, 10 de febrero de 1964) es un reconocido músico y compositor peruano de música clásica, director de orquesta y banda sinfónica, y poeta.

## Biografía
Miguel Oblitas Bustamante nació en Nazca (provincia de la región Ica). Es un compositor, musicólogo, director de orquesta y banda, multinstrumentista y poeta. Estudió en el jardín Niño Jesús de Praga (1968), Escuela Enrique Fracchia (1970-1971) y colegio Simón Rodríguez (1977-1980) de Nasca y Mariscal de Orbegoso de Trujillo (1972-1977), donde conoció la orquesta sinfónica de la ciudad norteña.
En Trujillo inició sus estudios musicales con el profesor Alfonso Asmat Vega; en 1980 integró la banda de músicos de San Carlos en Nasca dirigida por Gerardo Landa de Soria. Paralelamente estudió en el PRONACAPE (hoy CETPRO-Nasca) y la ESEP (hoy I.S.T.-Nasca).
Ingresó al Conservatorio Nacional de Música en 1985, donde estudió musicología con Américo Valencia, armonía con Seiji Asato y Walter Casas, piano con Rafael Prieto Velarde y Rosa América Silva Wagner.
Como compositor siguió estudios particulares con Armando Guevara Ochoa. Integró la Orquesta Sinfónica Nacional como archivista (1991-1992) y llevó cursos de dirección orquestal bajo la dirección del Maestro José Carlos Santos Ormeño.
Sus composiciones (escritas en las diversas tendencias modal, tonal, impresionista, politonal, polirrítmica, atonal, dodecafónica, aleatoria, microtonal y concreta), se han estrenado en Nasca, Lima, Trujillo, Piura, Chiclayo, Cajamarca, Arequipa, Satipo, Santiago de Chile, Iowa, Astrajan, Venecia y Miami; con la Orquesta Sinfónica Nacional, la Orquesta Sinfónica de Trujillo, la Orquesta de Cámara Latinoamericana de Miami, La Orquesta Filarmónica de Astraján y la Orquesta Música del Mundo. Entre 1998 y el 2003, dirigió la Orquesta de Cámara de la Universidad Inca Garcilaso de la Vega y dictó allí mismo la cátedra de música en la Facultad de Educación.
Es creador de un archivo de obras de compositores peruanos y de compositores italo-peruanos, esta última auspiciada por el Instituto Italiano di Cultura.
Fundó la Orquesta "Música del Mundo" con la que realiza conciertos didácticos y de gala en diversos escenarios de Lima y provincias.
Durante el año 2009, laboró en el Parlamento Andino en Lima, dirigió a inicios del 2010, el programa cultural "Nasca del Perú" en Cadena Sur Canal 19 de Nasca.
En diciembre del año 2010 presentó su trabajo "Nasca distrito, Nasca provincia Galería de Alcaldes 1893-2010.
En enero del 2011 entregó a la Municipalidad provincial la "Galería de Alcaldes de Nasca" colección de 52 cuadros con décadas de historia nasqueña.
En julio del 2011 ha inaugurado la Galería Fotográfica de alcaldes del distrito de Lomas en Caravelí.
Es creador de un cuadro de Notas Musicales, Tonalidades y Colores dentro del conocimiento Holístico y la filosofía del Yoga.
Continúa dirigiendo desde el año 2007 su página de historia, cultura y noticias de Nasca.
En el año 2013 ingresó como docente de música en la Dirección de Banda y Orquesta del Centro Cultural de la Universidad Nacional Mayor de San Marcos y juramenta como secretario de cultura de la APAIEM (Asociación Peruana de Autores, Intérpretes y Ejecutantes de la Música.
En el año 2014, funda con Omar Chávez Escate, Fernando Espino Aparcana y Carlos Ormeño Peña la Asociación Cultural Musical Iqueña ACMUSIQ, para rescatar y difundir las obras de los compositores iqueños, el órgano de difusión de las obras es la Banda Sinfónica de ACMUSIQ. El mismo año dirige la escuela municipal de música gratuita de barranco en Lima.
En el 2015 efectuaron diversos conciertos con la Banda de ACMUSIQ en Ica, estrenando con éxito su "Marcha Triunfal al Señor de Luren", recibiendo una distinción. Ha dirigido los conciertos de Cuaresma y Octubre al Señor de Luren, igualmente participaron en la procesión de la Virgen de Guadalupe de Nasca. Concierto de Música Iqueña en el auditorio de la UNICA.
En el 2016 ha dictado cursos de música particulares y en la Cooperativa Finacmar de Magdalena del Mar-Lima. Ha efectuado el Concierto Mirada Musical por el Mundo en Ica y Conciertos de Navidad en Ica y Nasca.
Realizó talleres de música en Lima, Ica y Nasca durante el 2017. Actualmente efectúa seminarios sobre la historia de la música peruana y recientemente ha sido entrevistado en diversos medios de comunicación sobre la historia del Himno Nacional del Perú.
Participó con éxito en el Congreso Internacional de Profesores de Banda en Arequipa en enero de 2019 y actualmente está desarrollando un taller de arreglos para Banda Sinfónica Nivel 1 y 2.
Además, escribe sobre las bandas de músicos en el Perú y sus compositores.
Cuando Oblitas era alumno del Conservatorio Nacional de Música en Lima y ya se dedicaba a presentar sus primeras obras en conciertos le sucedió algo curioso: hacia 1989, subiendo las escaleras en un local del Conservatorio -local temporal en el distrito de Barranco- se le rompe uno de sus zapatos, perdiendo el taco. Oblitas escucha a unos metros de distancia la voz del ya mundialmente distinguido compositor cusqueño Armando Guevara Ochoa: "Ahora ya eres un compositor destacado".

## Premios y distinciones
- Ha sido premiado en Lima por la ANREL en 1996, asimismo ha recibido el Colibrí Dorado en Nasca en 1997.
- En 2002 fue distinguido por la Universidad Inca Garcilaso de la Vega por su dedicación a la Música peruana como investigador y difusor del arte y director de la Orquesta de Cámara de dicha universidad.
- En 2006 recibió Distinciones y Resoluciones de las II.EE. María Reiche Neumann, Guadalupe y Josefina Mejía de Bocanegra de Nasca y la Municipalidad distrital de Lomas.
- En junio del 2010 la Municipalidad de Nasca lo ha distinguido con Resolución de alcaldía y medalla de la ciudad como hijo ilustre de Nasca.
- En 2010 ganó el concurso de la música para el "Himno de la Virgen de Guadalupe", Patrona de Nasca, esta obra se estrenó en las fiestas patronales de Nasca.
- En mayo del 2011 fue distinguido por el Club de Leones "Nasca Lines" de Nasca con un Diploma de Honor y una resolución de alcaldía firmada por el alcalde de Nasca Alfonso Canales Velarde.
- En junio del 2012 fue distinguido por El Rotary Club de Nasca entre los nasqueños más destacados con el Premio a la Excelencia "Manasses Fernández Lancho".
- En junio del 2013 fue distinguido por Resolución directoral y diploma de honor por el colegio nacional San Luis Gonzaga de Ica en sus 267.º aniversario institucional.
- En marzo del 2015 recibió la Medalla "Sr. de Luren" luego del estreno de su "Marcha Triunfal al Sr. de Luren" en Ica.

## Obras

### Música de cámara
- Cuarteto Op. 1, para 2 violines, viola y chelo (1982).
- Allegro del Cuarteto Op. 1, para 2 guitarras (1982).
- Krishna Op. 2, para flauta (1983).
- Dueto Op. 6, para flauta y clarinete (1984).
- Brass concert Op. 9, para dos cornos (1985).
- Campanas de mi pueblo op.15 para chelo y piano (1985)
- Aires Sudamericanos Op. 24, para conjunto de cuerdas (1988).
- Suite para tres Op. 25, para flauta, clarinete y piano (1988).
- Cahuachi melodías para arpa (1990-91).
- Danzas Huancavelicanas / versión para flauta (1990).
- 14 cuartetos de cuerdas, flautas, oboes-fagots, clarinetes, saxofones, trompetas-trombones, fliscornos-tubas, cornetas-cornos, percusión, instrumentos de cuerda pulsada-guitarras, cuerda pellizcada-arpas, voces, órganos-acordeones.
- 14 piezas, cuartetos para instrumentos nativos Takis (1990-97). -antaras, sikus (zampoñas), phuñas, quenas, chalchacas y ocarinas, pinquillos y tokoro, tharkjas, chirisuyas, pututos y wacrapucos, llungures y erkes, nasca qqeppas, wankarus y shacapas, charangos y arpas andinas.

- Concierto de Amor, para flautas dulces y guitarra (1998).
- Concierto de Amor, para violín y piano (1998).
- Concierto de Amor, para violín, guitarra y cuerdas (2000).
- Om Ishwaraya, para voz, coro, percusión y armonio (2004).
- Música para el Mantra: Trayamvakam, para voz, coro, percusión y armónio (2004).
- Letra para el Mantra: Radhe Govinda, para voz,coro, percusión y armónio (2004).
- Otchechornya, tradicional ruso, versión para flauta, guitarra y teclado (2004).
- Otchechornya, tradicional ruso, versión para guitarra, teclado y cuerdas (2004).

### Música para teclado (órgano o piano)
- Toccata Op. 3 en La menor (1983).
- Toccata Op. 4 en Re menor (1983).
- Toccata Op. 5 en Do menor sobre: Jaya Radha Madhava (1984).
- Fantasia El Mar Op. 10, sobre la balada Hablando con el Mar, de J.Huaraca (1985).
- La Tierra los Planetas y el Cosmos Op. 14 (1985).
- Surmenage Preludio op.16 (1986).
- Emociones, balada versión instrumental (1986).
- Extraño Corazón, balada versión instrumental (1993).
- Noches en Barranco, balada sin palabras (1997).
- Señor Jesucristo, adagio (2004).
- Tarde Azul en Miraflores, balada versión instrumental (2010).
- Dulce Adolescente, balada sin palabras (2010).
- Preludio, marcha y toccata a la Virgen del Tránsito de Palpa (2014).

### Música para voz y guitarra
- Sueños de Romance, balada con letra de E.Yáñez (1980).
- Emociones, balada (1986).
- Extraño Corazón, balada (1993-2007).
- Bufalo Revolución, trova (1996).
- Mi Patria es la Libertad, trova (1996).
- Lima Capital de América, vals (1999).
- Tarde Azul en Miraflores, balada (2004-2005).
- Un Verano en Lomas, marinera (2005).

### Música para coro/coro y piano
- Marcahusi, tema a 4 voces (1987).
- Africa, canon a 3 voces (1998).
- Radiante Fuego, canon a 6 voces (1998-1999).

### Música para banda (en versión instrumental)
- Himno a Nasca (1984-1991) de la Sinfonía Las Pampas de Nasca.
- Himno de la I.E. San Francisco de Asís-Breña (1992).
- Himno de la I.E. Fco. Luna Pizarro-Barranco (1993).
- Himno de la I.E. Mater Dei-La Molina (2001).
- Himno de la Fac. de Estomatología de la UIGV, con letra de R. Isla (2002).
- Himno a Vista Alegre, letra de Jorge Gamboa Segovia (2005).
- Himno de Lomas, letra de J.Gamboa (2005).
- Himno a la I.E. José A.Molina-Lomas, letra profesores (2005).
- Himno a la I.E. Indalecio Trillo-Lomas (2005).
- Himno a Changuillo, letra de J.Gamboa (2005).
- Himno de la I.E. Josefína Mejia de Bocanegra, letra en parte de J.Gamboa (1984-2005).
- Himno de la I.E. Nuestra Señora de Guadalupe-Nasca, letra R.Santa Cruz (2005-2006).
- Himno de la I.E. Maria Reiche Neumann (2005-2006).
- Himno a Ingenio, letra de J.Gamboa (2006).
- Himno a La I.E.I. Sagrado Corazón de María-Lomas (2006).
- Himno al Perú - Patria Grande (2006).
- Himno de Barranco de J.Alvarado y N.Fonseca/versión para canto y banda (2007). Obra estrenada con la participación de un Coro y Banda integrado por más de 300 escolares del distrito de Barranco-Lima.
- Himno de la I.E. Carmelita-Ica (2007).
- Himno de la I.E. Andrea Suárez Muñoz – Vista Alegre – Nasca (2009)
- Himno de la Virgen de Guadalupe de Nasca (2010), música ganadora del Concurso del Bicentenario, con letra del Rvdo. padre Gerardo Ortega Mejía.
- Himno de la I.E. Nuevo Mundo de Nasca (2011-2012) con letra de Jorge Gamboa Segovia.
- Himno de la I.E. Señor de la Divina Misericordia de Nasca (2011-2012) con letra de Miguel Oblitas Bustamante.
- Himno de la I.E. Micaela Bastidas de Nasca (2012) con letra de Jorge Gamboa Segovia.
- Marcha a la Virgen de Guadalupe de Nasca, sobre la base de los temas del Himno (compuesto en el año 2010), con cambios rítmicos y con el agregado del trío para clarinetes y trompetas (2013).
- Himno a la Virgen del Carmen de El Ingenio (2014)con letra propia
- Marcha a la Virgen del Tránsito de Palpa (2014)
- Marcha Triunfal al Sr. de Luren (2015)
- Himno de la I.E. Santísimo Jesús de Ica (2015) con letra de Mariana Lajo Muñoz.

### Música para orquesta sinfónica / solista, coro y orquesta sinfónica

#### Originales
- Las Pampas de Nasca, sinfonía coral (incluye instrumentos nativos) (1984-1991).
- Marcahuasi con violín y piano solistas y orquesta (1985).
- Sinfonía Inkaika (incluye instrumentos nativos) (1991)
- Himno a Nasca, versión orquestal (incluye instrumentos nativos)(1991).
- Cantautor, Obertura (1994).
- Rapsodia Andina, dedicada al parlamento andino (2007).

#### Arreglos
- Himno del Colegio Santo Domingo de Ignacio Arbulú, versión para orquesta (1991).
- En este mi País, 24 temas de L.Alvizuri/versión para solista,coro y orquesta(1994).
- Diversos arreglos y versiones para la orquesta UIGV (1998-2002).
- Diversos arreglos y versiones para la orquesta Música del Mundo (2004-2007).
- Cantata a Cajamarca de L. Bolaños, versión para solistas,coro, instrumentos nativos y orquesta (2006), estrenada el 2015.